# Mouvement patriotique pour la sauvegarde et la restauration
Le Mouvement patriotique pour la sauvegarde et la restauration (MPSR) est une junte militaire de transition proclamée au Burkina Faso après le coup d'État du 24 janvier 2022.

## Formation
Le Mouvement patriotique pour la sauvegarde et la restauration est formé après le coup d'État du 24 janvier 2022. Le 31 janvier 2022, un acte fondamental rétablit la Constitution et accorde à Paul-Henri Sandaogo Damiba le titre de président.
Le MPSR devait être dissout après la mise en place de l'ensemble des organes de la transition, le Conseil de suivi et d’orientation de la Transition ayant été mis en place le 26 août 2022. Cependant, cette dissolution n'a jamais été annoncée.
Par un coup d'État, le capitaine Ibrahim Traoré prend la tête du MPSR le 30 septembre 2022.

## Membres

### Coup d'État de janvier
- Président : Paul-Henri Sandaogo Damiba
- Porte-parole : Sidsoré Kader Ouédraogo[3]

### Coup d'État de septembre
- Président : Ibrahim Traoré
- Porte-parole : Kiswensida Farouk Azaria Sorgho[4]